# یواس‌اس ال‌سی‌آی (ال)-۶۵۲
یواس‌اس ال‌سی‌آی(ال)-۶۵۲ (به انگلیسی: USS LCI(L)-652) یک کشتی بود که طول آن ۱۵۹ فوت (۴۸ متر) بود. این کشتی در سال ۱۹۴۴ ساخته شد.